# Епархия Камасари
Епархия Камасари (лат. Dioecesis Camassariensis) — епархия Римско-Католической церкви с центром в городе Камасари, Бразилия. Епархия Камасари входит в митрополию Сан-Салвадор-да-Баия. Кафедральным собором епархии Камасари является церковь святого Фомы Кентерберийского.

## История
15 декабря 2010 года Римский папа Бенедикт XVI издал, которой учредил епархию Камасари, выделив её из архиепархии Сан-Салвадор-да-Баия.

## Ординарии епархии
- епископ Джанкарло Петрини (2010—2021)

## Источник
- Annuario Pontificio, Libreria Editrice Vaticana, Città del Vaticano, 2003, ISBN 88-209-7422-3